# Paul Steele
Paul Steele, kanadski veslač, * 5. december 1957, New Westminster, Britanska Kolumbija.
Steele je bil član kanadskega osmerca, ki je na Poletnih olimpijskih igrah 1984 v Los Angelesu osvojil zlato medaljo. Kasneje je nastopil tudi na Poletnih olimpijskih igrah 1988 v Seulu, kjer je kanadski osmerec osvojil šesto mesto.